# NGC 35
Az NGC 35 egy spirálgalaxis a Cetus (Cet) csillagképben.

## Felfedezése
Az NGC 35 galaxist Lewis A. Swift fedezte fel 1886. november 21-én.

## Tudományos adatok
A galaxis 5964 km/s sebességgel távolodik tőlünk.